# مکسر، حماة
مکسر (به عربی: المکسر) یک روستا در سوریه است که در ناحیه مرکزی سقیلبیه واقع شده‌است. مکسر ۱۱۳ نفر جمعیت دارد.